# Hirondina Joshua
Hirondina Juliana Francisco Joshua (Maputo, 31 maig de 1987) és un escriptora moçambiquesa.
Ha publicat per reviestes i antologies com Esperança e Certeza I (2006) i A Minha Maputo È (2012).

## Obres
- 2016. Os Ângulos da Casa. Pr. Mia Couto.[2]